# Jiaolong

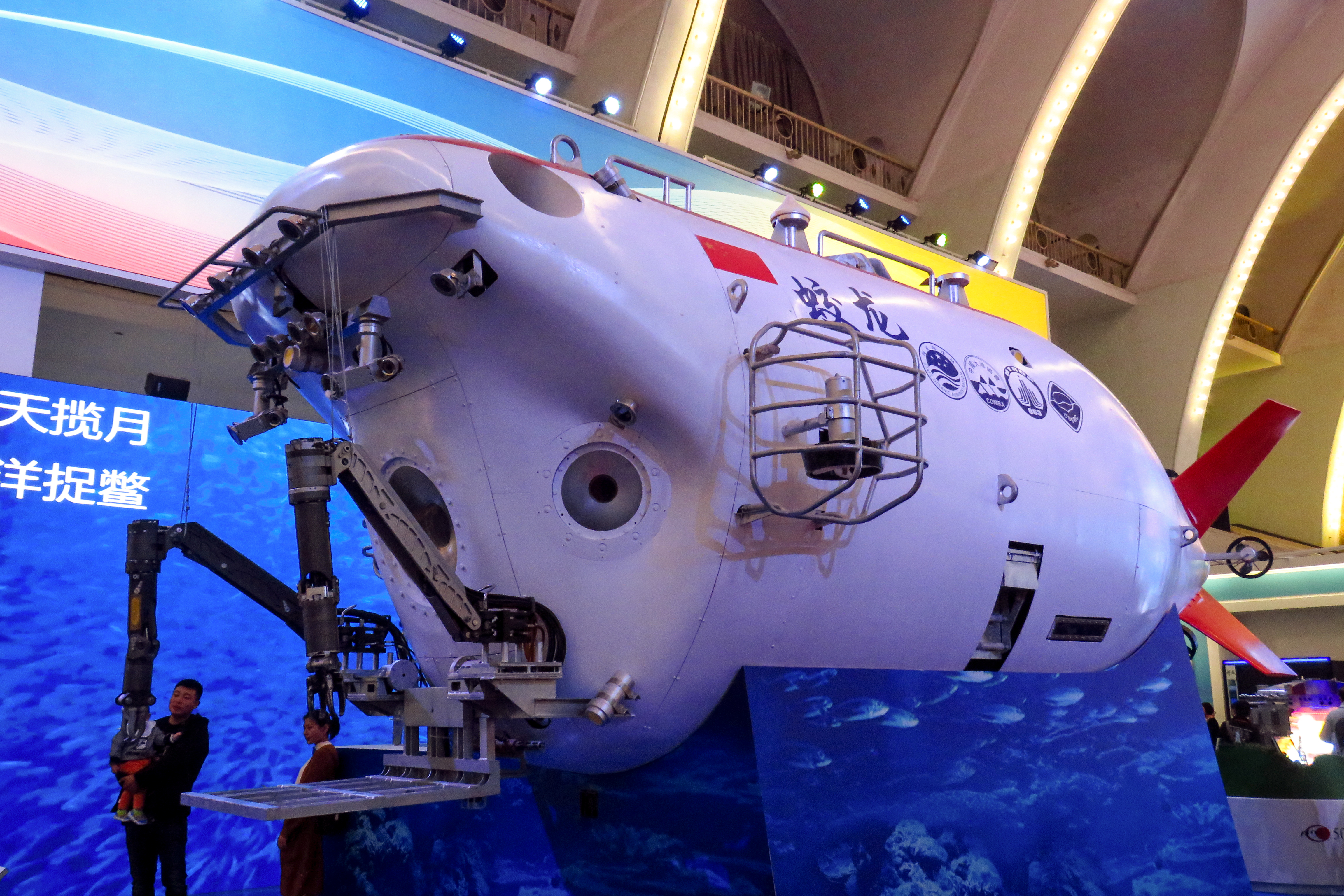
Maquette du Jialong en 2013.

Le Jiaolong (chinois simplifié : 蛟龙号 ; chinois traditionnel : 蛟龍號 ; hanyu pinyin : jiāolóng hào) est un sous-marin de poche chinois habité capable de plonger au-delà de 7 000 mètres. Construit par la Hudong-Zhonghua Shipbuilding et mis en service en 2010, il a une longueur de 8 mètres et fonctionne avec un moteur électrique. Il peut embarquer trois passagers. Sa capsule en titane abritant son équipage de trois personnes est de fabrication russe et ses bras manipulateur américains. 
Il a atteint la profondeur de 7 015 m dans la fosse des Mariannes le 24 juin 2012  Il avait atteint la profondeur de 6 965 m le 19 juin 2012, battant le record précédent du sous-marin japonais Shinkai 6500.
En juin 2013, il commence une série de plongées sous 4 000 m dans la mer de Chine méridionale. Cette mission permet de remonter des échantillons, ainsi que d'évaluer les performances du sous-marin.